# Omoadiphas
Genre
Omoadiphas est un genre de serpents de la famille des Dipsadidae.

## Répartition
Ces espèces sont endémiques du Honduras.

## Liste des espèces
Selon The Reptile Database (2 septembre 2013) :
- Omoadiphas aurula Köhler, Wilson & Mccranie, 2001
- Omoadiphas cannula Mccranie & Cruz-Díaz, 2010
- Omoadiphas texiguatensis Mccranie & Castaneda, 2004

## Publication originale
- Köhler, Wilson & Mccranie, 2001 : A new genus and species of colubrid snake from the Sierra de Omoa of northwestern Honduras (Reptilia, Squamata). Senckenbergiana biologica, vol. 81, p. 269-276.